# Semiothisa ferina
Semiothisa ferina là một loài bướm đêm trong họ Geometridae.